# Sukamenak (Wanaraja)
Sukamenak is een bestuurslaag in het regentschap Garut van de provincie West-Java, Indonesië. Sukamenak telt 7208 inwoners (volkstelling 2010).